# فوکر پی‌دابلیو-۵
فوکر پی‌دابلیو-۵ (به انگلیسی: Fokker PW-5) یک هواگرد ساختِ کارخانهٔ فوکر در کشور هلند است. نخستین استفاده‌کنندهٔ این هواگرد بنگاه هوایی ارتش ایالات متحده آمریکا بوده‌است. این هواگرد برای نخستین بار در ۱۹۲۱ میلادی مورد استفاده قرار گرفت.